# Байкальські губки
Байкальські губки (Lubomirskiidae) — родина прісноводних губок з озера Байкал.
Lubomirskia baikalensis, Baikalospongia bacillifera та B. intermedia надзвичайно великі для прісноводних губок і можуть досягати 1 метра та більше. Ці три також є найпоширенішими губками в озері Байкал. Більшість губок в озері в живому стані зазвичай зелені через симбіотичних динофлагелят (зоохлорели), але також можуть бути коричневими або жовтуватими.

## Роди та види
Родина включає чотири роди і шістнадцять видів:
- Рід Baikalospongia Annandale, 1914
  - Baikalospongia abyssalis Itskovich, Kaluzhnaya, Veynberg & Erpenbeck, 2017
  - Baikalospongia bacillifera Dybowsky, 1880
  - Baikalospongia dzhegatajensis Rezvoi, 1927
  - Baikalospongia fungiformis Makushok, 1927
  - Baikalospongia intermedia Dybowsky, 1880
  - Baikalospongia martinsoni Efremova, 2004
  - Baikalospongia recta Efremova, 2004
- Рід Lubomirskia Dybowsky, 1880
  - Lubomirskia abietina Swartschewsky, 1901
  - Lubomirskia baikalensis (Pallas, 1773)
  - Lubomirskia fusifera Soukatschoff, 1895
  - Lubomirskia incrustans Efremova, 2004
- Рід Rezinkovia Efremova, 2004
  - Rezinkovia arbuscula Efremova, 2004
  - Rezinkovia echinata Efremova, 2004
- Рід Swartschewskia Makuschok, 1927
  - Swartschewskia irregularis Swartschewsky, 1902
  - Swartschewskia khanaevi Bukshuk & Maikova, 2020
  - Swartschewskia papyracea (Dybowsky, 1880)